# Schwalbenschwanzaar
Der Schwalbenschwanzaar (Chelictinia riocourii) ist eine kleine Greifvogelart aus der Unterfamilie der Gleitaare (Elaninae), die in Afrika in der Sahelzone, der südlich anschließenden Savannenregion und in einigen Gegenden in Nordostafrika vorkommt. Das Verbreitungsgebiet reicht vom Süden Mauretaniens, Senegal und Gambia im Westen bis Äthiopien und Somalia im Osten, sowie Kenia und dem Nordosten von Uganda im Südosten.

## Merkmale

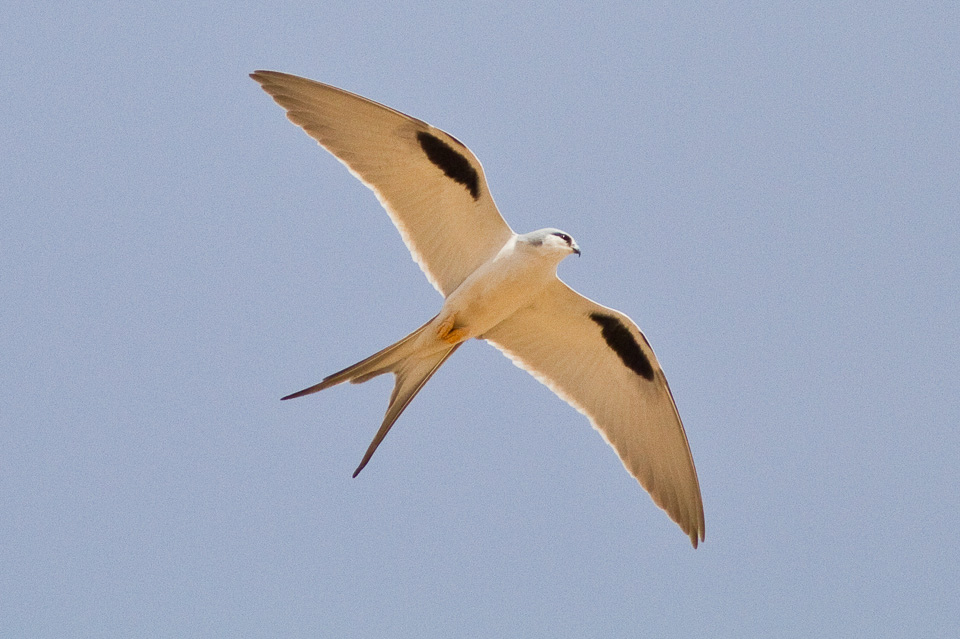
Schwalbenschwanzaar

Der Schwalbenschwanzaar erreicht eine Länge von 33 bis 38 Zentimeter und hat eine Flügelspannweite von 68 bis 76 Zentimeter. Ein besonders kräftiges Exemplar, das gewogen wurde, hatte ein Gewicht von 110 Gramm. Weibchen sind geringfügig größer als die Männchen, ansonsten sind die Geschlechter gleich. Die Oberseite ist hellgrau, die Unterseite weißlich, mit kurzen schwarzem Balken auf den Unterflügeldecken. Die äußeren Schwanzfedern sind lang ausgezogen, so dass die Vögel im Flug einer Seeschwalbe ähneln. Die Iris ist rot, die Beine sind hellgelb.

## Lebensraum und Lebensweise

Das Verbreitungsgebiet des Schwalbenschwanzaars
ganzjähriges Vorkommen
nur zur Brutzeit
Migration

Der Schwalbenschwanzaar lebt in trockenen Steppen und Strauchsavannen südlich der Sahara zwischen Meereshöhe und einer Höhe von 500 Metern. Zur Brutzeit sucht er Gebiete mit Akaziengestrüpp oder in Westafrika auch Regionen mit Galerie- und Überschwemmungswäldern auf, ansonsten hält er sich vor allem in Gegenden auf, die von Gräsern dominiert werden. Er verbringt die Nacht in Bäumen zusammen mit vielen Artgenossen, manchmal auch zusammen mit anderen Greifvogelarten wie dem Rötelfalken (Falco naumanni). Schwalbenschwanzaare führen regelmäßige Wanderungen durch. In der Regel ziehen sie zu Beginn der Trockenzeit nach Süden und bei Beginn der Regenzeit nach Norden, das Ausmaß der Wanderungen variiert jedoch jährlich.
Der Schwalbenschwanzaar ernährt sich vor allem von Insekten, darunter sind Heuschrecken, Termiten, Ameisen, Libellen, Wanzen, Zikaden, Schmetterlinge, Hautflügler und Käfer. Vor allem in der Brutzeit werden auch größere Beutetiere wie Agamen, Eidechsen, Spitzmäuse oder Langschwanzmäuse erlegt. Kleine Reptilien machen mehr als 50 % der Nestlingsnahrung aus. Die Nahrungssuche erfolgt im Flug. Bei Grasbränden versammeln sich die Schwalbenschwanzaare oft zu Hunderten, um die fliehenden Heuschrecken und andere Insekten zu erbeuten.

## Fortpflanzung
Da das Verbreitungsgebiet sehr groß ist, nisten die Vögel in den verschiedenen Regionen zu unterschiedlichen Jahreszeiten. Das Nest wird in dornigen Sträuchern oder niedrigen Bäumen, meist 8 bis 10 Meter über dem Erdboden aus Zweigen errichtet und hat einen Durchmesser von 30 bis 40 Zentimeter. Schwalbenschwanzaare nisten oft in Kolonien von bis zu 20 Paaren, seltener auch mit über 100 Paaren. Hin und wieder nistet die Vögel auch zusammen mit anderen Greifvögeln, z. B. mit dem nah verwandten Gleitaar, dem Einfarb-Schlangenadler oder dem Ohrengeier. Die Nester werden mit weißem Kot überzogen und sind dann sehr auffällig. Jedes Jahr wird ein neues Nest gebaut. Das Gelege besteht aus 1 bis 5 Eier, meist sind es 2 bis 3, die von heller Färbung und sandfarben oder rotbraun gesprenkelt sind. Die Brutzeit beträgt 27 bis 31 Tage und die Jungvögel werden nach 32 bis 35 Tagen flügge. Den größeren Teil der Brut- und Fütterungsaufgaben übernimmt das Weibchen. Der Bruterfolg ist meist gering und es gibt starke Verluste durch Raubtiere, andere Vögel, mangelnder Nahrung und aufgrund von Stürmen.
Winde

## Systematik
Der Schwalbenschwanzaar wurde 1821 durch den niederländischen Zoologen Coenraad Jacob Temminck unter der Bezeichnung Falco riocourii erstmals wissenschaftlich beschrieben. Die Gattung Chelictinia wurde 1843 durch den französischen Naturforscher René Primevère Lesson eingeführt. Sie ist bis heute monotypisch geblieben. Der Schwalbenschwanzaar bildet mit vier anderen Arten die Unterfamilie der Gleitaare (Elaninae) innerhalb der Familie der Habichtartigen (Accipitridae).

## Gefährdung
Nach Angaben der IUCN ist der Schwalbenschwanzaar gefährdet. Grund ist der Rückgang des Bestandes aufgrund der zunehmenden Verringerung des Lebensraums und der Bekämpfung der Schwärme der Wanderheuschrecken. Der vom Menschen verursachte Verlust von Galeriewäldern hat die Verfügbarkeit von Schlaf- und Brutplätzen verringert. Im Jahr 2021 wurde die Anzahl der ausgewachsenen Exemplare auf 30.000 bis 67.000 Vögel geschätzt, im Senegal wurde im Januar 2008 jedoch ein einzelner Schlafplatz mit 36.000 Exemplaren gemeldet und aufgrund des nomadischen Lebensstils ist die tatsächliche Populationsgröße nur schwer zu einzuschätzen.